# 御來屋車站
御來屋車站（日语：／ Mikuriya eki */?）是一由西日本旅客鐵道（JR西日本）所經營的鐵路車站，位於日本鳥取縣西伯郡大山町，是JR西日本山陰本線沿線一個無人車站。屬於中國統括本部所管轄的範圍。

## 簡介
雖然站名稱為御來屋，但御來屋車站實際上是位於御來屋市街地比較東端的位置，而位於市街地中央的，卻反而是隔鄰的名和車站。御來屋車站古色古香的站房是1902年時隨官設鐵道（也就是日後的日本國鐵）境（今境港）—米子—御來屋間的路段通車時所一同啟用的，也是山陰本線沿線上最古老的車站站房。站房內放置有許多關於山陰鐵道發祥百週年相關的歷史介紹與文物。
在車站無人管理化之後，原本的站務室目前被改裝成專賣當地農漁牧產的販售中心「御來屋市」（みくりや市）。

## 車站結構

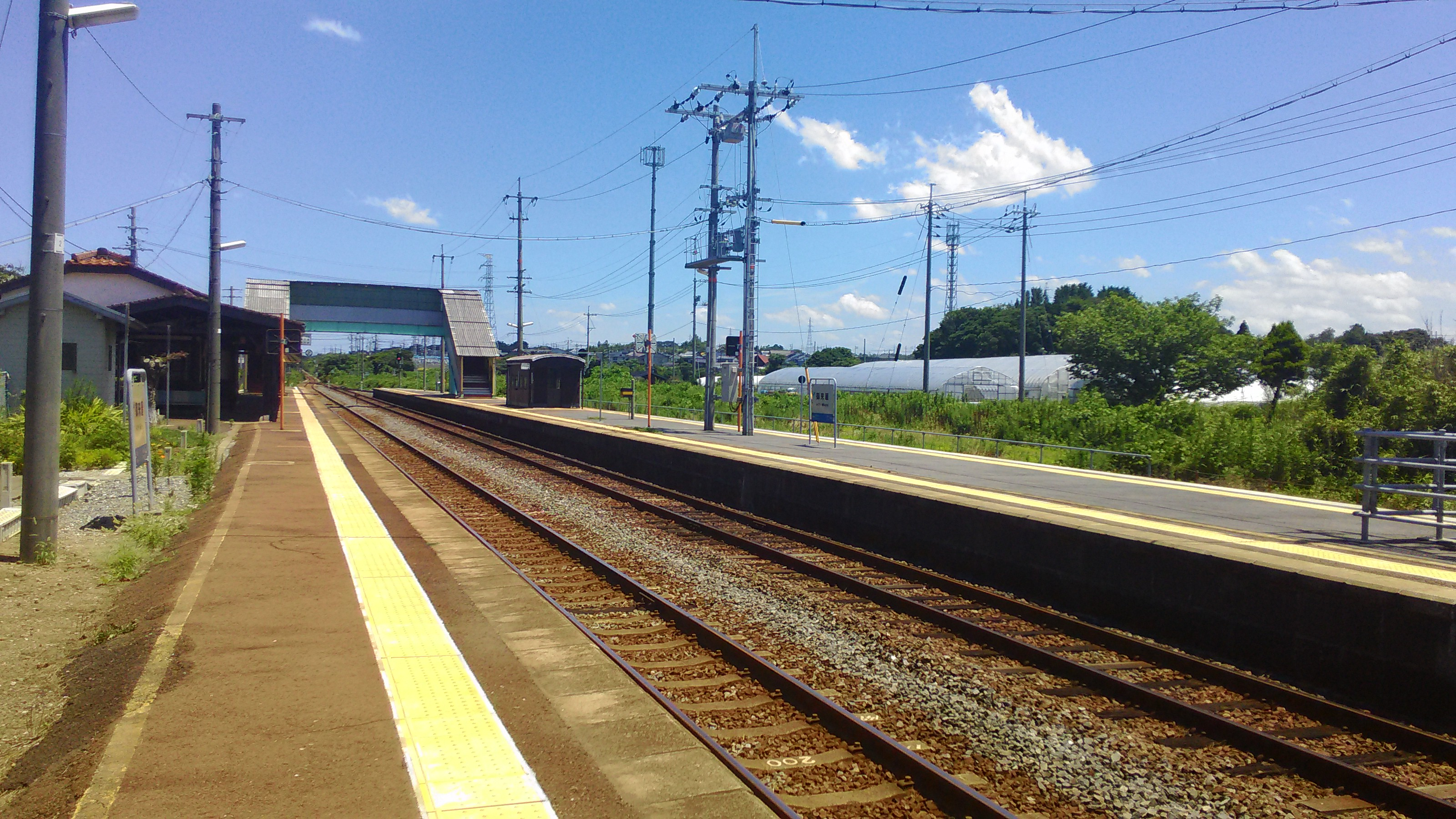
月台往鳥取方向望

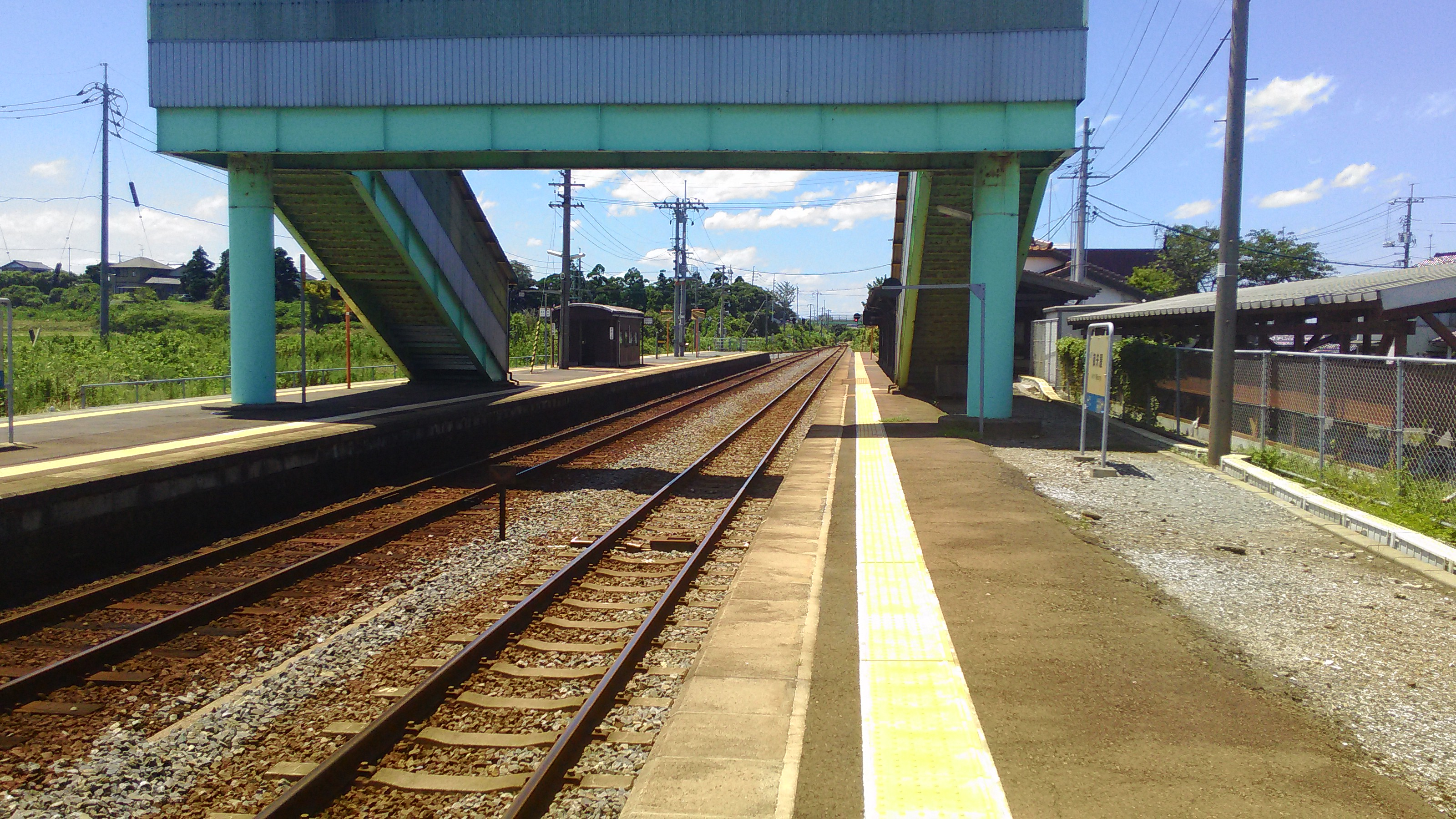
月台往米子方向望

側式、島式的複合型2面3線的月台，可進行列車交會及待避的地面車站。側式的1號月台面向站舍，島式的2、3號月台以跨線天橋連絡。

### 月台配置
| 月台 | 路線     | 方向 | 目的地         | 備註           |
| ---- | -------- | ---- | -------------- | -------------- |
| 1    | 山陰本線 | 上行 | 倉吉、鳥取方向 | 通常在此月台   |
| 1    | 山陰本線 | 下行 | 米子、松江方向 | 通常在此月台   |
| 2    | 山陰本線 | 下行 | 米子、松江方向 | 待避時         |
| 3    | 山陰本線 | 上行 | 倉吉、鳥取方向 | 待避、通過列車 |
| 3    | 山陰本線 | 下行 | 米子、松江方向 | 一部分的列車   |

## 相鄰車站
※快速「鳥取Liner」（下行只限一部分，上行約半數停車）的相鄰停車站參見列車條目。
西日本旅客鐵道
 山陰本線
下市－御來屋－名和